# 約翰尼·羅素
約翰尼·羅素（英語：Johnny Russell；1990年4月8日—）是一位蘇格蘭足球運動員。在場上的位置是前鋒。他現在效力於美國職業足球大聯盟球隊肯薩斯體育會。他也代表蘇格蘭國家足球隊參賽。

## 外部連結
- 足球数据库：約翰尼·羅素的球员统计数据
- 足球数据库：約翰尼·羅素的球员统计数据 (2nd Forfar loan spell)
- Johnny Russell於scottishfa.co.uk
- 約翰尼·羅素－UEFA國際賽競賽紀錄